# Primera División de Montenegro 2008-09
La Primera División de Montenegro 2008/09 fue la tercera edición del campeonato. El torneo comenzó el día 11 de agosto de 2008 y terminó en el mes de mayo de 2009. El FK Mogren se proclamó campeón por primera vez en su historia.

## Datos de los clubes
| Equipo       | Ciudad       | Estadio                          | Capacidad |
| ------------ | ------------ | -------------------------------- | --------- |
| Budućnost    | Podgorica    | Estadio Pod Goricom              | 17.000    |
| Dečić        | Tuzi         | Estadio Tuško Polje              | 1.000     |
| Grbalj       | Kotor        | Estadio Radanovićima             | 1.500     |
| Jezero       | Plav         | Estadio Pod Racinom              | 5.000     |
| Jedinstvo    | Bijelo Polje | Estadio Grandski de Bijelo Polje | 5.000     |
| Kom          | Podgorica    | Stadion Zlatica                  | 3.500     |
| Lovćen       | Cetiña       | Estadio Obilića Poljana          | 2.000     |
| Mogren       | Budva        | Lugovi Stadion                   | 4.000     |
| OFK Petrovac | Petrovac     | Estadio Pod Malim Brdom          | 530       |
| Rudar        | Pljevlja     | Estadio Gradski de Pljevlja      | 10.000    |
| Sutjeska     | Nikšić       | Estadio Gradski de Nikšić        | 10.800    |
| Zeta         | Podgorica    | Estadio Trešnjica                | 7.000     |

## Sistema de competición
La Primera División de Montenegro 2008/09 está organizada por la Federación de Fútbol de Montenegro.
Como en temporadas precedentes, consta de un grupo único integrado por doce clubes de toda la geografía montenegrina. Siguiendo un sistema de liga, los doce equipos se enfrentarán todos contra todos en dos ocasiones -una en campo propio y otra en campo contrario- sumando un total de 22 jornadas. El orden de los encuentros se ha decidido por sorteo antes de empezar la competición. Los emparejamientos de la tercera ronda se fijaran de acuerdo a la clasificación tras las dos primeras rondas, dando a cada equipo un tercer partido contra cada oponente para un total de 33 partidos por equipo.
La clasificación final se establecerá con arreglo a los puntos obtenidos en cada enfrentamiento, a razón de tres por partido ganado, uno por empatado y ninguno en caso de derrota. Si al finalizar el campeonato dos equipos igualan a puntos, los mecanismos para desempatar la clasificación son los siguientes:
1. El que tenga una mayor diferencia entre goles a favor y en contra en los enfrentamientos entre ambos. (Golaverage)
2. Si persiste el empate, se tiene en cuenta la diferencia de goles a favor y en contra en todos los encuentros del campeonato.
3. Si aún persiste el empate, se tiene en cuenta el mayor número de goles a favor en todos los encuentros del campeonato.

Si el empate a puntos es entre tres o más clubes, los sucesivos mecanismos de desempate son los siguientes: 
1. La mejor puntuación de la que a cada uno corresponda a tenor de los resultados de los partidos jugados entre sí por los clubes implicados.
2. La mayor diferencia de goles a favor y en contra, considerando únicamente los partidos jugados entre sí por los clubes implicados.
3. La mayor diferencia de goles a favor y en contra teniendo en cuenta todos los encuentros del campeonato.
4. El mayor número de goles a favor teniendo en cuenta todos los encuentros del campeonato.
5. El club mejor clasificado con arreglo a los baremos de fair play.

### Efectos de la clasificación
El equipo que más puntos sume al final del campeonato será proclamado campeón de liga y obtendrá el derecho automático a participar en la primera ronda de la Liga de Campeones de la UEFA 2009/10, el subcampeón y el tercer clasificado disputarán la primera ronda previa de la UEFA Europa League 2009-10. 
El campeón de la Copa de Montenegro obtiene el pase para disputar la segunda ronda previa de la UEFA Europa League 2009-10. 
Los clasificados en posición 10.º y 11.º disputan los playoff de descenso. El 10.º clasificado, lo hace con el 3.º de Segunda, y el 11.º se enfrenta al 2.º de Segunda. El clasificado en el puesto 12.º desciende directamente a la segunda categoría montenegrina.

## Clasificación
| Pos | Equipo             | PJ | PG | PE | PP | GF | GC | DG  | Pts |
| --- | ------------------ | -- | -- | -- | -- | -- | -- | --- | --- |
| 1   | FK Mogren          | 33 | 23 | 5  | 5  | 62 | 24 | +38 | 74  |
| 2   | FK Budućnost       | 33 | 21 | 7  | 5  | 72 | 34 | +38 | 70  |
| 3   | FK Sutjeska Nikšić | 33 | 18 | 9  | 6  | 45 | 23 | +22 | 63  |
| 4   | FK Grbalj          | 33 | 15 | 5  | 13 | 47 | 34 | +13 | 50  |
| 5   | FK Rudar Pljevlja  | 33 | 12 | 5  | 16 | 39 | 37 | +2  | 41  |
| 6   | OFK Petrovac       | 33 | 12 | 5  | 16 | 42 | 56 | -14 | 41  |
| 7   | FK Lovćen          | 33 | 10 | 10 | 13 | 23 | 25 | -2  | 40  |
| 8   | FK Kom             | 33 | 10 | 7  | 16 | 33 | 43 | -10 | 37  |
| 9   | FK Zeta            | 33 | 13 | 7  | 13 | 36 | 41 | -5  | 36  |
| 10  | FK Jezero          | 33 | 9  | 6  | 18 | 30 | 62 | -32 | 33  |
| 11  | FK Dečić           | 33 | 9  | 4  | 20 | 23 | 45 | -22 | 31  |
| 12  | FK Jedinstvo       | 33 | 7  | 8  | 18 | 28 | 56 | -28 | 29  |

|  | Clasificado para la primera ronda previa de la Liga de Campeones de la UEFA 2009-10 |
|  | Clasificado para la primera ronda previa de la UEFA Europa League 2009-10           |
|  | Clasificado para la segunda ronda previa de la UEFA Europa League 2009-10           |
|  | Clasificación para los play-offs por la permanencia 2008-09                         |
|  | Desciende a Segunda División                                                        |

## Primera y segunda ronda
|                    | BUD | DEČ | GRB | JED | JEZ | KOM | LOV | MOG | PET | RUD | SUT | ZET |
| FK Budućnost       | -   | 3-1 | 2-2 | 4-1 | 3-0 | 3-0 | 1-1 | 1-2 | 5-1 | 4-3 | 3-2 | 3-0 |
| FK Dečić           | 0-2 | -   | 0-2 | 1-2 | 1-0 | 2-1 | 0-2 | 0-2 | 1-4 | 1-0 | 1-0 | 0-1 |
| FK Grbalj          | 2-1 | 2-0 | -   | 2-1 | 3-0 | 1-0 | 0-0 | 2-1 | 3-1 | 2-1 | 2-0 | 1-2 |
| FK Jedinstvo       | 1-2 | 1-0 | 2-1 | -   | 0-1 | 0-0 | 0-1 | 0-0 | 2-1 | 0-0 | 2-2 | 0-0 |
| FK Jezero          | 1-1 | 1-0 | 1-0 | 0-1 | -   | 0-1 | 2-1 | 1-6 | 1-3 | 1-4 | 2-1 | 1-1 |
| FK Kom             | 0-1 | 1-1 | 1-0 | 2-1 | 0-0 | -   | 0-0 | 2-0 | 1-1 | 3-1 | 0-0 | 2-2 |
| FK Lovćen          | 3-0 | 2-0 | 1-1 | 2-1 | 0-0 | 2-0 | -   | 1-1 | 1-0 | 0-2 | 0-0 | 1-0 |
| FK Mogren          | 1-0 | 2-0 | 1-0 | 6-0 | 2-1 | 2-1 | 2-0 | -   | 1-1 | 4-3 | 0-1 | 2-0 |
| OFK Petrovac       | 0-2 | 2-1 | 0-2 | 1-1 | 5-1 | 2-0 | 1-0 | 1-4 | -   | 1-0 | 1-1 | 0-2 |
| FK Rudar Pljevlja  | 0-1 | 1-0 | 1-0 | 1-0 | 3-0 | 0-2 | 1-0 | 1-2 | 2-1 | -   | 1-2 | 1-0 |
| FK Sutjeska Nikšić | 0-0 | 2-0 | 1-0 | 1-0 | 1-0 | 2-1 | 1-0 | 2-1 | 2-0 | 3-2 | -   | 1-2 |
| FK Zeta            | 3-2 | 2-1 | 1-1 | 4-1 | 0-2 | 2-3 | 2-1 | 1-2 | 1-2 | 1-0 | 1-0 | -   |

### Tercera ronda
Los partidos de esta ronda se disputaron según este orden de clasificación:
| Jornada | Clasificación                                                       |
| ------- | ------------------------------------------------------------------- |
| 23      | 1.º - 12.º, 2.º - 11.º, 3.º - 10.º, 4.º - 9.º, 5.º - 8.º, 6.º - 7.º |
| 24      | 1.º - 2.º, 8.º - 6.º, 9.º - 5.º, 10.º - 4.º, 11.º - 3º, 12º - 7º    |
| 25      | 2º - 12º, 3º - 1º, 4º - 11º, 5º - 10º, 6º - 9º, 7º - 8º             |
| 26      | 1º - 4º, 2º - 3º, 9º - 7º, 10º - 6º, 11º - 5º, 12º - 8º             |
| 27      | 3º - 12º, 4º - 2º, 5º - 1º, 6º - 11º, 7º - 10º, 8º - 9º             |
| 28      | 1º - 6º, 2º - 5º, 3º - 4º, 10º - 8º, 11º - 7º, 12º - 9º             |
| 29      | 4º - 12º, 5º - 3º, 6º - 2º, 7º - 1º, 8º - 11º, 9º - 10º             |
| 30      | 1º - 8º, 2º - 7º, 3º - 6º, 4º - 5º, 11º - 9º, 12º - 10º             |
| 31      | 5º - 12º, 6º - 4º, 7º - 3º, 8º - 2º, 9º - 1º, 10º - 11º             |
| 32      | 1º - 10º, 2º - 9º, 3º - 8º, 4º - 7º, 5º - 6º, 12º - 11º             |
| 33      | 6º - 12º, 7º - 5º, 8º - 4º, 9º - 3º, 10º - 2º, 11º - 1º             |

|                    | BUD | DEČ | GRB | JED | JEZ | KOM | LOV | MOG | PET | RUD | SUT | ZET |
| FK Budućnost       |     | 2-0 |     | 6-0 |     |     |     |     | 6-1 | 1-1 | 1-1 | 1-0 |
| FK Dečić           |     |     |     | 2-0 | 1-0 | 2-1 |     |     | 2-1 | 2-0 |     |     |
| FK Grbalj          | 1-2 | 2-2 |     | 4-0 |     |     |     |     | 1-0 | 0-2 |     | 4-1 |
| FK Jedinstvo       |     |     |     |     |     |     |     | 1-2 | 3-1 | 1-1 | 1-1 | 1-2 |
| FK Jezero          | 2-2 |     | 1-2 | 4-2 |     | 4-2 | 1-0 |     |     |     |     |     |
| FK Kom             | 1-2 |     | 4-3 | 1-0 |     |     | 2-1 |     | 0-1 |     |     |     |
| FK Lovćen          | 0-2 | 0-0 | 1-0 | 0-1 |     |     |     |     | 1-1 | 2-0 |     |     |
| FK Mogren          | 2-3 | 3-1 | 1-0 |     | 2-0 | 2-0 | 0-0 |     |     |     |     |     |
| OFK Petrovac       |     |     |     |     | 3-1 |     |     | 0-3 |     | 2-0 | 0-3 | 3-2 |
| FK Rudar Pljevlja  |     |     |     |     | 6-0 | 1-0 |     | 0-1 |     |     | 0-0 | 0-0 |
| FK Sutjeska Nikšić |     | 1-0 | 2-1 |     | 4-0 | 3-1 | 2-0 | 0-0 |     |     |     |     |
| FK Zeta            |     | 0-0 |     |     | 1-1 | 1-0 | 1-0 | 0-2 |     |     | 0-3 |     |

## Competiciones europeas

### UEFA Champions League
En esta competición participó el Fudbalski Klub Budućnost que obtuvo los siguientes resultados:
Primera ronda previa
- Tampere United 3-2 Fudbalski Klub Budućnost (2-1 y 1-1)

### UEFA Europa League
En esta competición participaron 2 clubes que obtuvieron los siguientes resultados:
Primera ronda previa
- Hapoel Ironi Kiryat Shmona 4-1 Fudbalski Klub Mogren (1-1 y 3-0)
- Fudbalski Klub Zeta 1-2  Interblock Ljubljana (1-1 y 0-1)

### Copa Intertoto de la UEFA
En esta competición participó el Fudbalski Klub Grbalj que obtuvo los siguientes resultados
Primera ronda
- NK Čelik Zenica (4-4) Fudbalski Klub Grbalj (g.v.) (3-2 y 1-2)

Segunda ronda
- Fudbalski Klub Grbalj (2-3)  Sivasspor (2-2 y 0-1)

## Play-offs
El antepenúltimo clasificado se midió al tercer clasificado de Segunda y el penúltimo clasificado se midió al segundo clasificado de Segunda, los dos equipos que ganaron los play offs juegan en Primera División de Montenegro 2009/10 y los que los perdieron juegan en Segunda.

### Dečić - Mladost
| 3 de junio de 2009, 17:30 (CEST) | Mladost | 0:2 | Dečić | Estadio Cvijetni Brijeg, Podgorica |  |
|                                  |         |     |       | Asistencia: 1.000 espectadores     |  |

| 7 de junio de 2009, 17:30 (CEST) | Dečić | 0:1 | Mladost | Estadio Tuško Polje, Tuzi      |  |
|                                  |       |     |         | Asistencia: 1.000 espectadores |  |

| Se mantiene por tanto en Primera Fudbalski Klub Dečić Tuzi |

### Jezero - Fudbalski Klub Mornar
| 3 de junio de 2009, 17:30 (CEST) | Mornar | 2:1 | Jezero | Estadio Topolica, Bar          |  |
|                                  |        |     |        | Asistencia: 4.000 espectadores |  |

| 7 de junio de 2009, 17:30 (CEST) | Jezero | 0:0 | Mornar | Estadio Pod Racinom, Plav      |  |
|                                  |        |     |        | Asistencia: 3.500 espectadores |  |

| Asciende a Primera División Fudbalski Klub Mornar |

## Resultados
- Liga de Campeones: Fudbalski Klub Budućnost
- UEFA Europa League: Fudbalski Klub Budućnost, Fudbalski Klub Sutjeska Nikšić y OFK Petrovac

| Pos | Equipos ascendidos de Segunda División |
| --- | -------------------------------------- |
| 1º  | FK Jezero                              |
| 3º  | Fudbalski Klub Jedinstvo Bijelo Polje  |

| Pos | Equipos descendidos de Primera División |
| --- | --------------------------------------- |
| 10º | FK Bokelj                               |
| 12º | FK Mladost Podgorica                    |